# Wilson Lumpkin

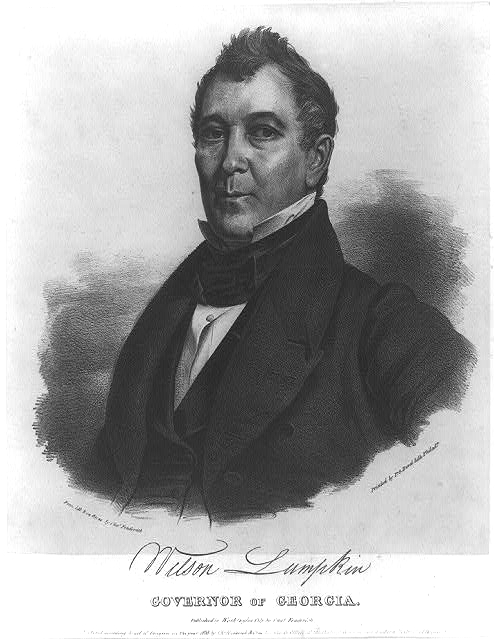
Wilson Lumpkin

Wilson Lumpkin (* 14. Januar 1783 in der Nähe des Dan River, Virginia; † 28. Dezember 1870 in Athens, Georgia) war ein US-amerikanischer Politiker und Gouverneur des Bundesstaates Georgia, den er auch in beiden Kammern des Kongresses vertrat.

## Frühe Jahre
Bereits ein Jahr nach seiner Geburt zogen Lumpkins Eltern mit ihm in das heutige Oglethorpe County in Georgia. In diesem Gebiet kam es zu der Zeit immer wieder zu Spannungen zwischen den weißen Siedlern und den einheimischen Indianern. Seine damaligen Erfahrungen ließen ihn zu dem Entschluss kommen, dass die beiden Rassen niemals friedlich nebeneinander leben könnten. Nach seiner Schulzeit studierte er Jura, arbeitete als Lehrer und half auf der heimischen Farm. In Athens eröffnete er eine Anwaltskanzlei.

## Politischer Aufstieg
Mit seiner Wahl in das Repräsentantenhaus von Georgia im Jahr 1804 begann seine lebenslange politische Karriere. Er verblieb bis 1812 im Parlament seines Staates; im März 1815 zog er dann erstmals in den Kongress in Washington, D.C. ein, wo er bis zum 3. März 1817 im Repräsentantenhaus saß. Er verfehlte zunächst die Wiederwahl und kehrte im März 1827 für vier weitere Jahre in den Kongress zurück. Grundsätzlich war er ein Befürworter der Rechte der Einzelstaaten gegenüber der Bundesregierung. Andererseits stellte er sich um 1830 gegen die Politik von South Carolina, als man dort eine Trennung von der Union in Erwägung zog. Er verhinderte eine Beteiligung Georgias an diesem Vorhaben.
Seit 1828 spielte die Indianerfrage in Georgia eine wichtige Rolle. Man hatte auf dem Gebiet der Cherokee im Norden des Staates Gold entdeckt. Unter Gouverneur George Gilmer betrieb Georgia eine indianerfeindliche Politik. Diese wurde von Präsident Andrew Jackson und dessen Nachfolger Martin Van Buren unterstützt. Das Ziel war die Ausweisung bzw. die Umsiedlung der Indianer in das Oklahoma-Territorium. Lumpkin schloss sich dieser Politik bedingungslos an.

## Gouverneur und Senator
1831, auf dem Höhepunkt der Indianerdiskussion, wurde er zum Gouverneur von Georgia gewählt. Nach seiner Wiederwahl 1833 behielt er dieses Amt bis 1835. In seiner Amtszeit wurde die Indianerumsiedlung in die Wege geleitet. Lumpkin stieß zwar auf den Widerstand einiger Abgeordneter in Washington, verschiedener Kirchen und Missionare, aber mit dem Präsidenten und dessen Regierung im Rücken konnte er das Umsiedlungsprogramm durchführen. Für die Cherokee begann damit der sogenannte Pfad der Tränen.
Nach seinem Ausscheiden aus dem Amt des Gouverneurs wurde er Beauftragter der US-Regierung für die Umsiedlung der Cherokee (1836–37). Anschließend gehörte er bis 1841 als Nachfolger des zurückgetretenen Senators John Pendleton King dem Kongress an. Er förderte die Gründung der Eisenbahngesellschaft Western and Atlantic Railroad und war im Aufsichtsrat der University of Georgia. 1860 unterstützte er den Austritt Georgias aus der Union. Er überlebte den Bürgerkrieg und starb 1870. Seine Tochter vermachte später sein Anwesen in Athens der University of Georgia.
Lumpkins war zunächst mit Elizabeth Walker verheiratet. In zweiter Ehe heiratete er Anne Hopkins. Insgesamt hatte er neun Kinder.
Nach ihm ist Lumpkin County in Georgia benannt.